# Tessitura Luigi Bevilacqua
La Tessitura Luigi Bevilacqua è un'azienda tessile costituita in forma societaria a Venezia nel 1875, originariamente nel sestiere di Castello, fondamenta San Lorenzo. Principale attività dell'azienda è la produzione su telai settecenteschi di velluti, lampassi, damaschi e rasi.

## Storia

### Origini

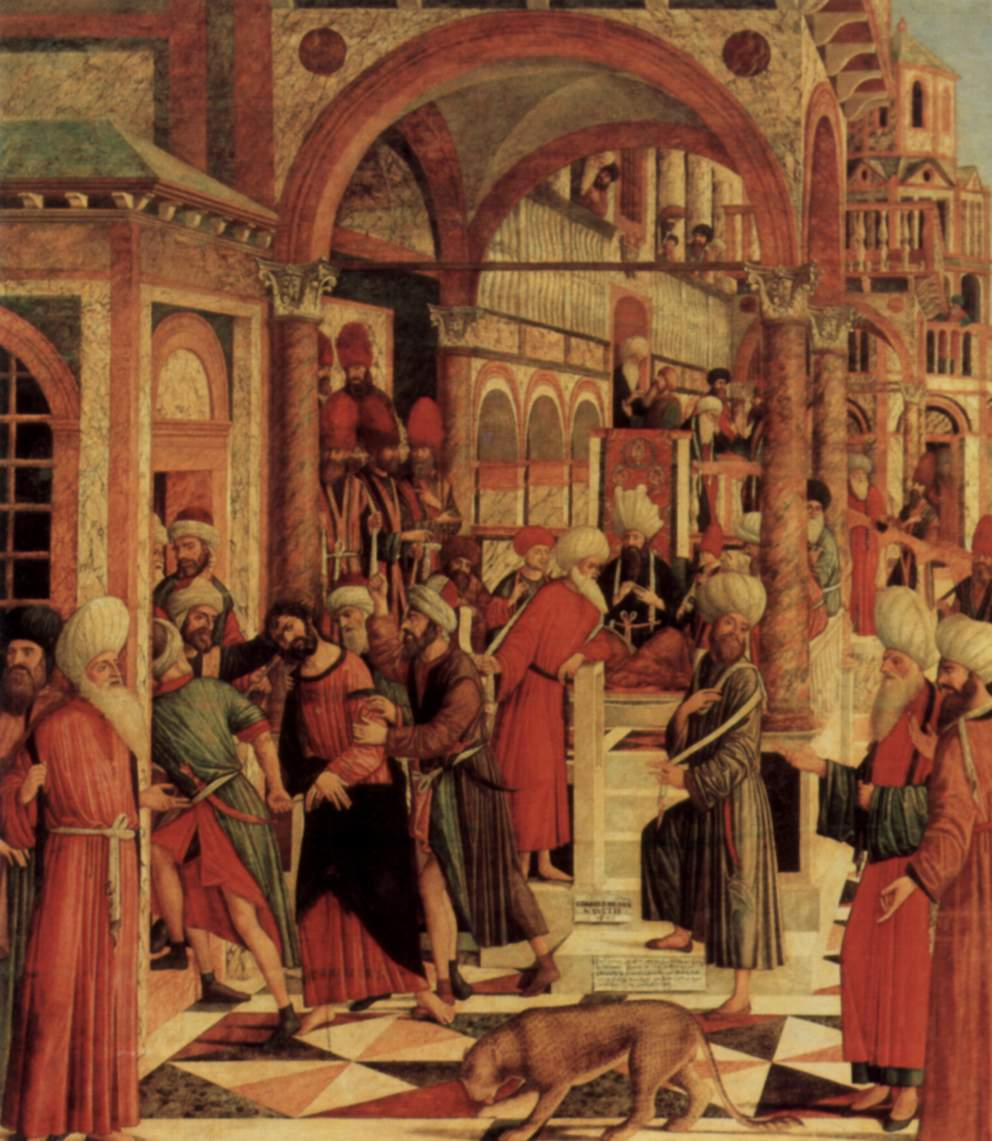
San Marco trascinato alla Sinagoga, 1499; Fürstlich Gemäldegalerie, Liechtenstein. In basso a destra, il cartiglio sul quale si trova il nome di Bevilacqua tra i committenti.

Le prime fonti del coinvolgimento della famiglia Bevilacqua nella produzione di stoffe seriche, sono riconducibili al 1499. Sarà soltanto nel 1875, però, che la tessitura si organizzò in forma aziendale, per mano di Luigi Bevilacqua (1844-1898), figlio di Sante Bevilacqua, margaritèr e di Carlotta Maria Dalla Venezia, cucitrice. Non sono note le attività precedenti del fondatore, ma Luigi Bevilacqua era proprietario di un commercio di vini tra il 1895 e il 1902.
Tra il 1888 e il 1895 l'esperienza nel comparto serico del nuovo socio Giovanni Battista Gianoglio diede nuova linfa vitale alla Tessitura.
La società Luigi Bevilacqua e G.B. Gianoglio, specializzata nella produzione di passamanerie e tessuti, inizialmente ha sede legale in corte Remera ai Santi Apostoli, mentre il negozio è a San Moisè e la produzione nel sestiere di Castello presso San Lorenzo, dove sono stati rilevati i telai di un'impresa preesistente, la manifattura tessile L. Bistort. Negli anni novanta dell'Ottocento la sede legale viene trasferita a Palazzo Labia, segno del prestigio raggiunto dall'azienda che si trova ora in una posizione vantaggiosa, in prossimità del Ponte delle Guglie; mentre un incendio a Castello provoca anche lo spostamento di una parte degli impianti produttivi.
In quel periodo sono registrati 50 telai a mano, azionati dai 37 addetti della tessitura.
Nel 1895 Giovanni Battista Gianoglio si ritira dalla società lasciando la ditta al solo Bevilacqua; nel 1902 l'impresa assume la denominazione di Luigi Bevilacqua e f.lli Bevilacqua. Già alla fine del secolo tre dei sette figli del titolare erano entrati in azienda: Vincenzo in amministrazione, Antonio come responsabile del settore artistico e della produzione e Angelo alle pubbliche relazioni. Su iniziativa di Angelo Bevilacqua si inaugura un nuovo punto vendita sul Canal Grande, dove nel 1905 viene trasferita anche la sede legale, a Santa Croce al numero civico 1313, in un immobile acquistato nel 1919 e ampliato nel 1925, di modo da permettere a tutti i telai e macchinari di trovare spazio in un'unica sede, rimasta quella definitiva dell'azienda. Fino alla prima guerra mondiale la clientela è prevalentemente italiana, formata in particolare dagli ambienti ecclesiastici e da esponenti dei ceti benestanti.

### I primi successi

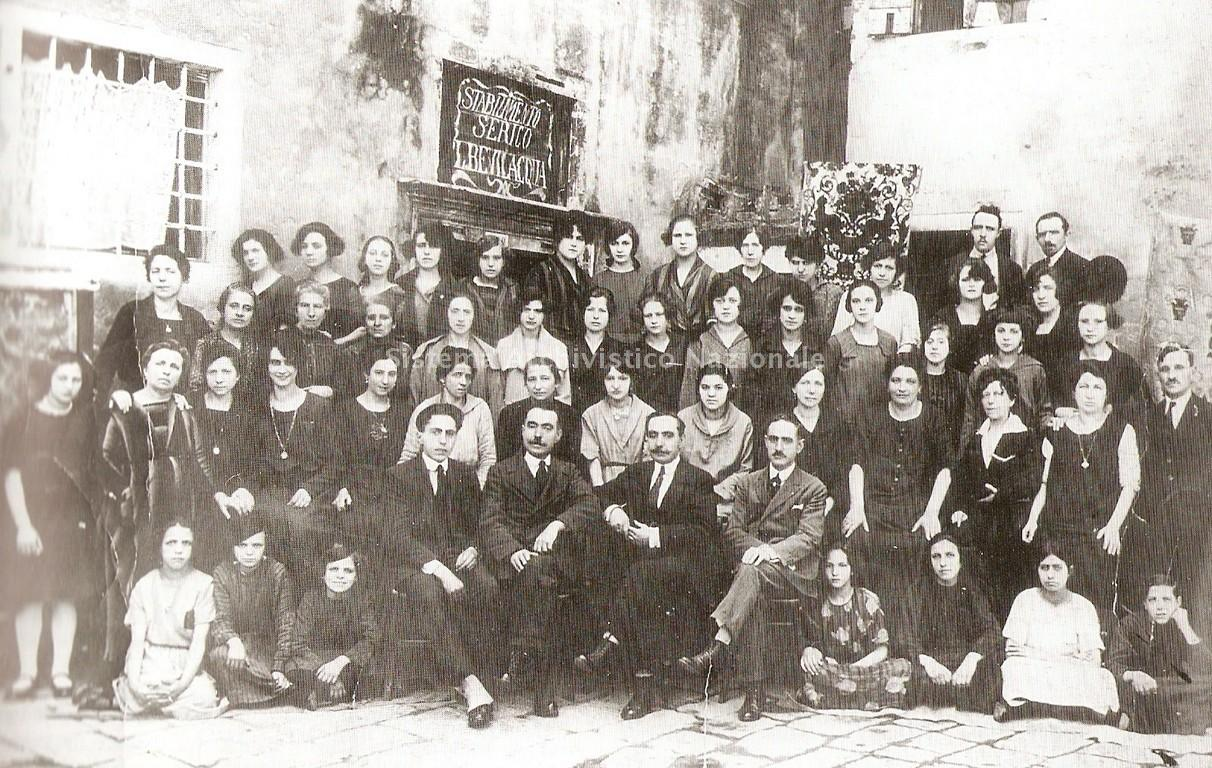
I fratelli Bevilacqua con le maestranze della ditta, Venezia 1923

Cesare Bevilacqua comincia a lavorare nell'impresa nel corso del primo decennio del Novecento e intorno al 1920, grazie al matrimonio con una nobildonna svedese, la contessa Glenny Charlotte von Redlick, apre alla produzione i mercati scandinavi. Assieme al fratello Angelo gestisce l'impresa di famiglia con una particolare attenzione alla prospettiva internazionale, non solo dei mercati di smercio, ma anche degli stili, come dimostrano i lampassi e i broccati con disegni commissionati a una pittrice svedese, Maja Sjösrtöm, che rivestiranno il Salone delle Tre corone del Municipio di Stoccolma; le tende della sala "Tre Kronor" furono adornate con il broccato "angeli", divani, poltrone e altre sedute delle sale "Tre Kronor" e "Gyllene Salen", invece, furono rivestite con un velluto soprarizzo e tre broccati.
Nei primi del Novecento l'azienda inizia a rilevare successi in campo internazionale: nel 1910 partecipa all'Esposizione internazionale di Bruxelles ottenendo la medaglia d'oro e nel 1911 allestisce il padiglione veneto nella Mostra etnografica delle regioni, parte dell'esposizione nazionale italiana per il cinquantenario dell'Unità d'Italia (Roma, 1911).
Durante la prima guerra mondiale la fabbrica viene trasferita a Livorno, e non vi sono fonti che attestino la data del ritorno della Tessitura a Venezia. In questi anni viene abbandonata la produzione di passamanerie e si arricchisce il campionario con stoffe di alta qualità di fabbricazione meccanica, acquistate da ditte terze. Dal febbraio 1920 e fino al 26 febbraio 1927 la Luigi Bevilacqua si fonde con i tessitori serici San Leucio nella società anonima 'Opifici Serici Riuniti San Leucio - Luigi Bevilacqua' con sede a Napoli e con i due stabilimenti di Sala di Caserta e Venezia: al prezzo di una ridotta capacità decisionale, si avvale della loro esperienza nel settore e della loro fitta rete commerciale. Sono gli anni in cui la fama dell'azienda si espande in tutto il continente europeo.
Le maggiori piazze di smercio in Italia sono negli anni Venti Firenze (con circa sei-sette rivenditori), Roma e Napoli (direttamente seguite da Cesare Bevilacqua) e Venezia. Oltre il 50% delle esportazioni è invece diretta negli Stati Uniti attraverso l'intermediazione di importatori che commercializzano i prodotti Bevilacqua con un proprio marchio. I compratori esteri sono stati, in ordine di fatturati, Stati Uniti, Inghilterra e Svezia; a seguire, Francia Austria, Germania e altri paesi europei.

### Società Anonima Luigi Bevilacqua
Il 26 febbraio 1927 fu fondata la Società Anonima Luigi Bevilacqua, con sede a San Zuan Degolà a Venezia. Le quote sono sottoscritte dagli Opifici serici riuniti di San Leucio e dai fratelli Emilio, Angelo, Attilio, Cesare e Giuseppina Bevilacqua, mentre la gestione era affidata interamente nelle mani di Angelo e Cesare Bevilacqua.
Personaggio importante di questo nuovo assetto fu Angelo Bevilacqua, fino al 1935, al quale era affiancato il Colonnello Cesare Bevilacqua. La figura importante e riconosciuta di questi due personaggi all'interno dell'area veneta aiuta la società a tessere una fitta e redditizia rete di contatti. Essendo la produzione della Tessitura esclusiva e di qualità, diventa importante il rispetto dei canoni e delle convenzioni sociali: indispensabile per la continuazione delle attività sarà l'iscrizione al Partito Fascista.
Nel 1928 si crea la sala di esposizione con accesso al Canal Grande: l'edificio sito al civico 1313 è raggiungibile dalla Stazione ferroviaria, dalla quale dista 15 minuti a piedi, ma poter raggiungere la Tessitura direttamente dal Canal Grande fornisce al potenziale acquirente la sensazione di grandiosità e ricca eleganza. Nel 1934 partecipa alla Mostra Internazionale dell'Arte Sacra di Roma e alla XIX Esposizione d'Arte Biennale di Venezia.
Nel 1929 entra nel consiglio d’amministrazione la Banca Commerciale Italiana e sei anni più tardi la Opifici serici riuniti viene liquidata. Tra gli anni venti e gli anni trenta l'azienda partecipa a molti eventi espositivi, come l'Esposizione internazionale di Torino dove, nel 1928, ottiene il diploma di Gran premio, e l'Esposizione di Barcellona nel 1929, in cui ottiene il diploma d'onore. Dopo la morte del fratello Angelo, nel 1935, Cesare Bevilacqua resta alla guida dell'impresa coadiuvato dai figli, in particolare da Giulio, che ne condivide il progetto di espansione.
Tra il 1930 e il 1940 sono numerose le commissioni che vengono richieste dalla chiesa romana. Riceve anche delle commesse per il Teatro dell'Opera di Roma, il Quirinale e il Teatro la Fenice di Venezia. Nel 1943 e nel 1944 la cancelleria del Führer ordinò broccati e velluti con la decorazione del melograno e del giardino.

### Il ritorno alla ribalta

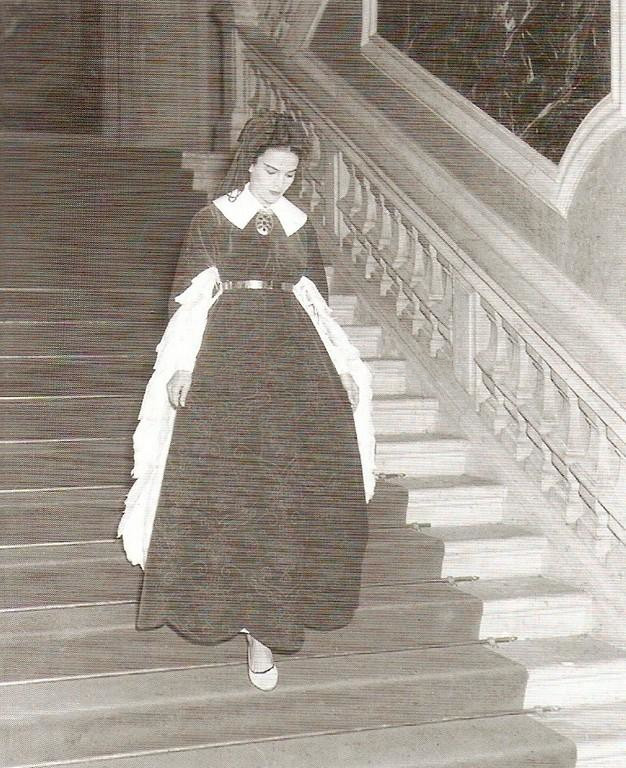
Costume storico confezionato con i pregiati tessuti della manifattura artigianale Bevilacqua, Venezia 1952

Nel 1953 inizia la collaborazione trentennale di Bevilacqua con la stilista Giuliana di Camerino, che commissiona la fornitura di soprarizzi preziosi per la collezione di borse “Roberta”. Negli anni settanta la fine di questa partnership causerà la perdita di una fondamentale componente del fatturato, in una fase di difficoltà in cui l'impresa punterà a rafforzare la presenza sui mercati internazionali. 
Proprio nel 1970, però, Enrico Maria Salerno sceglierà la Tessitura Luigi Bevilacqua come location per alcune scene del film Anonimo veneziano, con Tony Musante e Florinda Bolkan.
Già ritiratosi nel 1966 dall'attività gestionale e amministrativa, Cesare Bevilacqua muore l'anno seguente. L'impresa, priva del suo leader, affronta quindi un periodo di crisi, pienamente superato solo negli anni novanta, quando la guida passa nelle mani dei figli Rodolfo e Alberto.
Negli anni ottanta, tra i più importanti committenti vi fu Raul Gardini che acquistò Palazzo Dario e lo fece ritappezzare con tessuti provenienti dalla Tessitura. In seguito, richiederà di arredare con broccati e velluti della Luigi Bevilacqua la sede dell'azienda Ferruzzi a Ravenna, la Montedison di Milano, il suo castello toscano e il proprio aereo. Infine, cercò anche di comprare la Tessitura, anche se si trovò di fronte al rifiuto dell'allora amministratore, Giulio Bevilacqua. Il 1983 sarà un anno molto ricco dal punto di vista di famose commesse: i drappi da esporre alle finestre della sede delle Assicurazioni Generali che si affacciano in Piazza San Marco, le stoffe della Sala Gialla della Casa Bianca e anche i Sovrani di Svezia visitano la tessitura per selezionare stoffe e tessuti per il Palazzo reale e per il Municipio di Stoccolma.